# Witternesse
Witternesse är en kommun i departementet Pas-de-Calais i regionen Hauts-de-France i norra Frankrike. Kommunen ligger i kantonen Norrent-Fontes som tillhör arrondissementet Béthune. År 2022 hade Witternesse 620 invånare.

## Befolkningsutveckling
Antalet invånare i kommunen Witternesse
| Referens: INSEE |